# The Chaser (film, 1928)

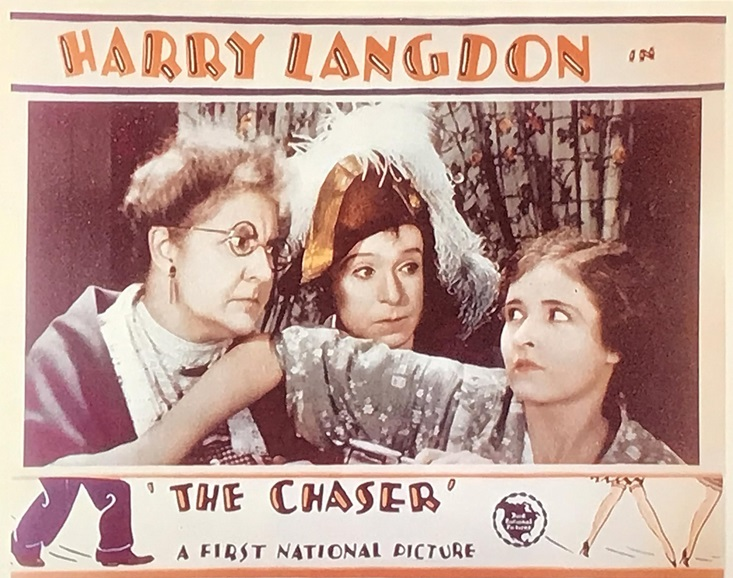
Affiche du film.

Pour les articles homonymes, voir The Chaser.
The Chaser est un film américain réalisé par Harry Langdon, sorti en 1928.

## Synopsis
Un juge décide de donner comme peine à Harry l'obligation d'inverser son rôle avec celui de sa femme qui avait demandé le divorce. Il doit s'habiller en femme et accomplir ses tâches pendant 30 jours, pendant que sa femme prend son rôle d'homme.

## Fiche technique
- Réalisation : Harry Langdon
- Scénario : Robert Eddy, Clarence Hennecke, Harry McCoy d'après une histoire d'Arthur Ripley
- Production : Harry Langdon Corporation
- Distributeur : First National[2]
- Photographie : Frank Evans, Elgin Lessley
- Montage : Alfred DeGaetano
- Genre : Comédie[3]
- Pays de production :  États-Unis
- Durée : 61 minutes[4]
- Date de sortie : 12 février 1928[5]

## Distribution

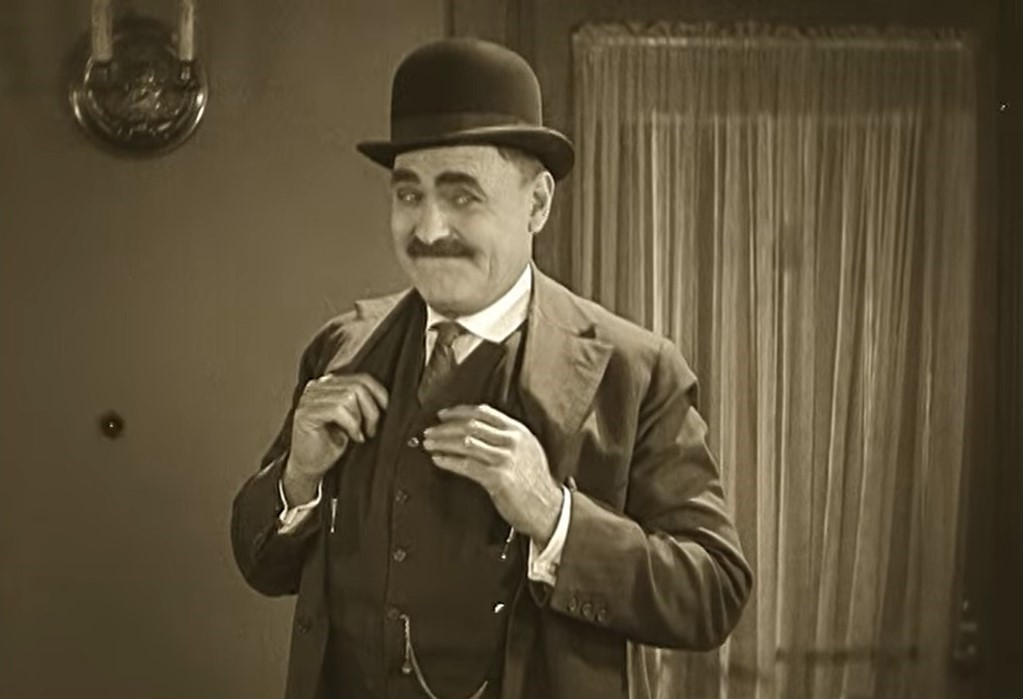
Bud Jamison The Chaser.

- Harry Langdon : le mari
- Gladys McConnell : la femme
- Helen Hayward : sa mère
- Bud Jamison : l'ami
- Charles Thurston : le juge
- Frank Brownlee